# Свято-Троицкая церковь (Шитоухэцзы)
Свято-Троицкая церковь — бывшая церковь Харбинской епархии Русской православной церкви, располагавшаяся на станции Шитоухэцзы.

## История
Станция Шитоухэцзы Китайской-Восточной железной дороги была построена в декабре 1899 года. Но, в отличие от других станций, здесь не был построен православный храм, поскольку станция была малонаселённой.
В 1922 году по всей восточной линии КВЖД осело много российских беженцев, и число жителей Шитоухэцзы увеличилось благодаря этому. У них возникла мысль о постройке храма. Старая администрация КВЖД и жители широко откликнулись на эту мысль, и 4 августа 1924 года был освящён храм в честь Святой Живоначальной Троицы. Небольшая церковь, единственная из всех на линии КВЖД по красоте внутренней резной отделки, производила прекрасное впечатление.
В 1925 году, в связи с переходом железнодорожных школ в ведение советской власти, возникла мысль иметь собственное учебное заведение, где дети могли бы получить религиозное и национальное воспитание. Мысль эта встретила горячую поддержку со стороны жителей посёлка, и к началу 1926 года было открыто высшее начальное училище с начальной школой при нём. За недостатком средств школа сначала ютилась в скромном наёмном помещении, и был поднят вопрос о постройке собственного здания. Церковно-приходской совет, стремившийся построить причтовый дом, совместно с родительским комитетом училищ приступили к сбору пожертвований на постройку зданий. Общество откликнулось на новое начинание, тем более, что здание училища, помимо прямого своего назначения, одновременно предназначено было и к удовлетворению культурных запросов общества. Летом 1928 года началась постройка обоих зданий на церковном участке, а с осени того же года произошло и торжественное открытие училища.
Церковь закрыта не позднее 1958 года вместе со всеми храмами на КВЖД.

## Настоятели
источник
- Григорий Ходаковский (1922—1929)
- Георгий Силинский (1929—1932)
- Петр Алейников (1932—1933)
- Владимир Светлов (1934—1935)
- Иоанн Клярович (1935—1937)
- Митрофан Сиворакша (1937—1945)
- Симеон Дзугаев (1953—1955)